# 出撃!マシンロボレスキュー
『出撃!マシンロボレスキュー』（しゅつげき マシンロボレスキュー）は、テレビ東京系列で2003年1月8日から2004年1月3日まで放送されたロボットアニメ。
バンダイから発売されているロボットフィギュア『マシンロボ』をベースとしている。マシンロボのテレビアニメとしては3作目で現時点では、最後のテレビシリーズである。前作『マシンロボ ぶっちぎりバトルハッカーズ』以来から約15年振りに制作された作品。奇しくもテレビ東京系の放送時間帯は『バトルハッカーズ』や「エルドランシリーズ」と同時刻である。

## 概要
天才的な能力を持った子どもを、特別に就職させるという法律「特殊才能育成法」が定められた近未来の物語。「マシンロボレスキュー（以降MRRと省略）」と呼ばれる、意志を持つ巨大ロボットと人間が協力して災害から人々を守るという消防と警察を組み合わせた組織が新設された。そこに世界中から2500名以上もの中から選抜された12人の子どもたちと救助ロボMRたちの活躍を描く。
シリーズ構成を旧「マシンロボ」シリーズを手がけた園田英樹が担当しているが、『バトルハッカーズ』から数え15年のブランクにより、製作会社は葦プロダクションからサンライズへと変わり、内容的にも『クロノスの大逆襲』『レイナ剣狼伝説』『ぶっちぎりバトルハッカーズ』との世界設定などの関連性はない。共通点も、『バトルハッカーズ』での少年たちとマシンロボとの交流や友情といったテーマと、本作品のマシンロボが旧マシンロボの面影や一部の台詞を残している程度である。むしろ以前園田がストーリー構成を担当した『絶対無敵ライジンオー』の内容に近く、メンバーも子どもで構成されているという点も同様である。
マシンロボも『超AI』を搭載した人格があるロボットとして描かれており、その設定自体「勇者シリーズ」の『勇者特急マイトガイン』や『勇者警察ジェイデッカー』とほぼ同じコンセプトと言える（特に後者）。そして子どもとロボットとの交流や共に「仕事」するシーンもまた「勇者シリーズ」を彷彿させ、今までのマシンロボというよりも、むしろ『勇者』+『エルドラン』のような印象を与えている。
本作品のメカニックデザインは、同じプレックスが手がけた「平成ウルトラシリーズ」のデザインと似た部分がある。内容は非常に道徳的で、社会での生活に必要な考え方を描写しており、子供向けアニメの王道といえる。神戸守監督は今まで教養映画などの製作を通して培ってきたことを本作品にも活かし、通常のロボットアニメの範疇に収まらず教育面から見ても勉強になる作品に仕上げている。こういった本作品における一種の人間ドラマ的なジュブナイル路線は、ごく少数で、サンライズ作品では銀河漂流バイファムOAV三作を筆頭に、『魔神英雄伝ワタル2』超激闘編32話から36話、『魔神英雄伝ワタル4』、『絶対無敵ライジンオー』（OAV）内小冊子の「続・ライジンオー」などを挙げられるが、戦闘以外のキャラクターの内面や側面を掘り下げたものでしかなかった。

## 登場人物&マシンロボ

### レッドウイングス
右掌に、金の翼と逆三角形をシンボルにする小隊。その名の通り、空の飛行機事故はもちろん、ビル火災、山谷火災、花火工場の爆発などあらゆる火災を消し止め、果ては山岳上空からの救助、大気圏外の事故も対処する。一晩に数回出動は当然で、一番過酷なチームでもある。チームカラーは赤。
【準隊員】
大空 太陽（おおぞら たいよう）
声 - 相田さやか
本作品の主人公。MRR第一期生。3月9日生まれ。魚座のB型、10歳。北海道出身。
両親は4年前の飛行機事故で他界。部屋にある怪しい仮面は、アフリカの民族研究をしていた父親の形見。天涯孤独の身だが、第14話でMRRの仲間たちが今の家族であることに気づく。
4年前の飛行機事故から奇跡的に生還して以降、次々と起こる事故や災害から生還し、他者からは生き残りの天才・サバイバルナチュラルと呼ばれ、助けを求める人の居場所が分かり、迫る危険を直前で感じ取ることができる。
ジェットロボのロボマスターの夢を見るほどに空が好き。救助中に度々事故の記憶が蘇り、飛行機急降下恐怖症にあったが、仲間たちの尽力で克服。第7話で正式にジェットロボのロボマスターとなる。
勉強が苦手で、テストの合計点が4教科合わせてようやく100点というくらいに頭は悪い。細かい機械の操作も苦手で不器用な上、K－BOYなどを乱暴に扱ってすぐ壊す。感情的に動く人間性から、命令無視をすることも度々あるが、命を大事にし、守りたいという仁の心を持ち、食べ物を粗末にしないなど義理人情は厚く、その思いは全MRRメンバーやスタッフ、MRたちにも伝播する。マスコミに出ると緊張し、絵が極端に下手で、寝相が悪く、じゃんけんも最弱で、足の臭さは犬が倒れると欠点だらけ。恋愛には凄く鈍感で、メンバーにからかわれても「デート?何なんだよ?」と不思議がっている。お風呂に入る時は、水鉄砲とアヒルちゃんが必需品。
後にサバンナ支部行きを自ら志願。
エリアス 炎（エリアス ほのお）
声 - 進藤尚美
MRR第一期生の1人。通称「エース」。5月3日生まれ。牡牛座のAB型、10歳。アメリカ、フロリダ州出身。口癖は「エースに任せな!」。父親がアメリカ人の消防士、母親が日本人のハーフ。太陽と違い、生まれ持ったレスキューの才能は無いが、12人の中で、最も努力する「文武両道の達人・トータルナチュラル」。親の職業柄、火災に対する圧倒的な知識量と冷静な判断力は、火災現場での大きな力となるが、大規模火災は入隊後が初めて。太陽とは性格が正反対で、よく衝突する。その反面、彼の特殊能力をうらやましがったりする。結構怖がりで怪談を聞かされあられもない表情になり、逆にそれを聞かしたマリーを陥れたことがある。部屋にはサーフボードやボウリングのボール、1948年製のジュークボックスが置いてある。血管が細く注射を何度も刺されて以降、苦手となっている。何でも自分でやれてしまう分、人に任せることが苦手で、常に前に出て行こうとする欠点があったが、克服したもののレスキュー完了直後過労で倒れる。大地と同様に敬礼の訓練で何百回もやり直しされて涙目に。7話で正式にファイヤーロボのロボマスターとなる。実質的なすべてのMRRリーダー。後にレッドウイングス小隊長へ昇格し髪型が長髪に変化するが、新入隊員に水島純が入って以降、「同じことをくり返しているのではないか……」と頭を悩ませ、怒る口調が宮島に似つつある。
遥 鈴（はるか りん）
声 - 比嘉久美子
MRR一期生の1人。10月29日生まれ。蠍座のA型、10歳。中国系。神戸市出身。
家族は喧しい両親と、妹の蘭。両親は神戸の中華街で中華店『鈴蘭飯店』を経営。家族の前では、本来の関西弁で喋る。
中国武術の使い手にして、K-BOYの機能を全て把握できるほど、ITにも優れる。料理も小さいころから作り続けているために得意。
活発で勝ち気な性格をしており、太陽とはよく些細なことでケンカになるが、心の中では信頼しており、次第に心焦がれる。強気な反面、お化けや幽霊の類が苦手。
入隊の切っ掛けは十数年前の大震災で祖母を亡くし、その体験を聞かされ続けられてきたから。災害救助時は太陽とエリアスのロボマスター代理兼バックアップだが、時には変わって出場命令を出す。
後に再就職したレスキューガラゴロたちと共にEU支部へ赴任、フランスを拠点に活躍するが、その後の恋愛による進展は当人が鈍感なことから無きに等しい。
北沢 海（きたざわ かい）
声 - 日下ちひろ
MRR一期生の1人。8月30日生まれ。乙女座のA型。11歳。埼玉県出身。極めて良く似た両親、弟妹の5人家族。冷静沈着、と言うよりはのんびりした性格。が、重量級な道具に不慣れで慎重すぎてたまに出遅れる。MRR中一番地味で目立たたず、アリスにはアッシー君にされ、鈴には他言無用に睨まれるなど不運な役回り。他のメンバーが何かしらの形で主役級のエピソードがある中、彼のみが何のフォローもされていない。検索などに集中すると真剣になり眼鏡が輝くが、外した時の目は“3”の形になる。データ収集が趣味で、MRRの事情を裏の裏まで知り尽くしている。研修で宇宙に行けることになって涙を滝のように流していた。鈴と同じく、災害救助時にはロボマスター代理兼バックアップメンバーとして太陽とエリアスをサポートする。後にジェイと共に宇宙支部へ赴任する。
【マシンロボ】
ジェットロボ
声 - 竹若拓磨
ジェットチームリーダーロボ。MRたちのリーダー的存在で、まとめ役。飛行可能なMRで、上空からの人命救助や消火活動に活躍する。命令無視が多く、始末レポートは毎月ギガ容量と同僚のファイヤーが嘆いている。胸部は展開するとタラップに変化。口癖は「ジェーット!」。当初はロボマスターの命令を聞かず、居なくても救助はできると思っていたが、共に行動することで、その理解を深めた。スカイロボと呼称する4機のサポーターロボ群と共にレスキュー合体してハイパージェットロボとなる。AIの主は水道橋通の父『信』であり、太陽とは奇妙な縁で結ばれている。修了課程後にサバンナ支部へ赴任する。
形式番号MR-01L
全高8.6m、重量11.0t
マシンモード：ジェット機
全長6.9m、全幅7.2m、全高2.8m
特殊装備：火災用消火弾ユニット、重油用凍結弾ユニット、救助用ケージ、ZONE
技：フィンガーフラッシュ・パー、ダブルフィンガーフラッシュ
スカイロボ
ジェットチームに所属する4体の空中作業および、消火、救助用のサポーターロボ群。言葉を発することも可能な簡易型マシンAIを搭載。独断専行が多いジェットと行動している関係で、重要な場面で故障や破損していることが多く、後に四者四様の個性が出ている。彼らの口癖もまた「ジェーット!」である。
形式番号MR-01S
全高7.6m、重量8.8t
マシンモード：小型ジェット機
全長6.2m、全幅6.8m、全高2.7m
特殊装備：火災用消火弾、重油用凍結弾、救助用ケージ、アンカーフック
ハイパージェットロボ
ジェットロボと4体のスカイロボがK-BOYの指示で4、5番機が脚に、2、3番機が腕に変形、レスキュー合体した姿。空中、地上の移動行動半径は広く、火山弾を一撃で粉砕するなど、縦横無尽の活躍をする。排除戦闘では最も場数を踏んでいる。初期メンバーでは最も重量が重い。
形式番号MR-01
全高11.8m、重量46.2t
技：フィンガーフラッシュ・パー、ジェットパンチャー、ダブルジェットパンチャー、ブースターキック、ビームアンカー、ZONE
レスキュー7、パワー6、ガード6、スピード8、テクニック8
ファイヤーロボ
声 - 置鮎龍太郎
ファイヤーチームリーダー。クールで己の美学を貫く性格。消火活動に長け、火災現場での消火活動に活躍する。そのプライドから炎に負ける悔しさは相当なもの。罰当番の見張り役が多く、時には激しく叱責する。エイダーロボと呼称する4体の女性型サポートロボ群と共にハイパーファイヤーロボへとレスキュー合体。消防士数千人分に相当するデータを内蔵する。ロボマスターのエリアスが小隊長へ昇格したことによりMRRに残留。後継機の指導などにあたる。
形式番号MR-04L
全高7.3m、重量11.9t
装備：放水銃
マシンモード：消防車
全長7.1m、全幅3.4m、全高3.0m
エイダーロボ
声 - 木村亜希子
ファイヤーチームに所属する4体の女性型サポーターロボ群。人型では心理的影響を考慮しナース姿であるのが特徴。ファイヤーロボからは「レディたち」と呼ばれている。負傷者をマシンモードで搬送するだけでなく、消火作業や給水時の配給、排除戦闘にも参加、消火ホースを新体操のリボンの如く相手に見舞わせる。一時的にデザスターに利用されリーダーを攻撃した。口癖は「エイッ!」。
形式番号MR-04S
全高7.4m、重量7.8t
装備：放水ホース
マシンモード：救急車
全長6.7m、全幅2.4m、全高2.9m
ハイパーファイヤーロボ
ファイヤーロボとエイダーロボが同時に変形、レスキュー合体した姿。その際は母体が逆になり、放水銃も両肩に装備される。通常よりも防御や消火能力が向上する。消火の場合は両腕から消火剤や水を大量に放ち、ホースを縄替わりに扱うなど器用に排除を遂行する。
形式番号MR-04
全高12.7m、重量11.9t
技：フィンガーフラッシュ・パー、ハイドロ・スプラッシャー、ホース、ZONE、ビームアンカー
レスキュー8、パワー6、ガード7、スピード6、テクニック8
シャトルロボ
声 - 竹若拓磨
宇宙空間での人命救助に特化したジェットロボの換装機で、成層圏や大気圏外の災害救助を担当する。脚部に宇宙用エンジン、胸部のMRジョイントにブースターウイングを装備。スペースロボと呼称する4体のサポーターロボと合体し、ハイパーシャトルロボになる。大気圏内でも行動でき、緊急時にはブースターを分離脱着できる。口癖は「ブースト!」。
形式番号MR-S01L
全高9.6m、重量12.8t
マシンモード：簡易宇宙艇
全長7.8m、全幅8.8m、全高3.0m
スペースロボ
高々度救助用に製作されたサポーターロボ群。スカイロボをベースにしており、成層圏内外の機動力と耐火性を重視している。カラーリングは赤から白へ変更されている。本来はアポロロボと行動する予定だった。
形式番号MR－07S、またはMR－01SS
2、3号機
全高7.6m、重量8.8t
マシンモード：小型ブースター
全長6.2m、全幅5.8m、全高2.7m
4、5号機
ロボモード
全高10.6m、重量11.0t（4番機）/11.2t（5番機）
マシンモード
全長9.2m、全幅5.8m、全高3.4m（4番）/3.6m（5番）
※サポーターロボのスペックがバラバラなのは4、5番機に加速用ブースターを装備させており、重量に至ってはナックルブースター2、3番機とレッグブースター4、5番機に装備されるMRジョイントの重量差の違いのみである。
ハイパーシャトルロボ
シャトルロボとスペースロボが同時に変形、ナックルブースター2、3番機を両腕に装備してレスキュー合体した姿。加速力を特に重視したことにより救助能力などが著しく低い。出場時はロケット型のスクラムモードで急行する。
形式番号MR－S01
全高12.0m、重量52.6t
スクラムモード
全長14.8m、全幅8.8m、全高6.5m
技：フィンガーフラッシュ・パー、シャトルパンチャー、ダブルシャトルパンチャー、ZONE、ビームアンカー
レスキュー6、パワー7、ガード5、テクニック8、スピード9
ウイングライナー
現場急行が可能な、リニア推進で動く五両編成型MRトランスポーター。ファイヤーチームを搭乗させ、MRR本部「大回転ベース」1番線から出場。到着後は前後、3両目側部から発進。2、4両目は天井部が開閉しマニピュレーターで掴まれ地上に降ろされる。山岳での活動にはジェットチームも搬送、ジェットリーダーにはスロープをカタパルト代わりにする。避難者を乗車搬送させ、メンテナンス可能な設備もなされている。海上を高速走行も可能。基本操作はK－BOYのボイスコマンドで行う。
形式番号TMR-01WR
全長66.6m、全幅8.6m、全高8.9m、重量444.0t
装備：マニピュレーター、放水銃×2基
ウイングライナーロボ
ウイングライナーがMRでできない作業を行うために起動するトランスポーターマシンロボ（以降TPMR）。変形するには小隊長か長官の承認が必要で、バルブ型ハンドルを二人がかりによって勢いよく手動で回さなければならず、その疲労度が高い。
全高30.0m
レスキューガラゴロ
デザスターで質量弾にされていた機体を救助用に改修したもの。基本は元のままで額に〇に「が」の字マークが付く位なのだが、ロボマスターが乗り込める部分が増設されている。試験配備の3機は修了課程当日に鈴の下で活躍。数年後にはEU支部でも大量配備されることが決定している。
全高12.0m、重量30.0t
装備：ラダー、ホース、アックス
アポロロボ
MRRに配備されるはずだった幻のMR。「MR-07L」としてスペースロボと活躍する予定だったが、マシンコマンダーに高度マシンAIを装備するため、そのしわ寄せで一期生たちに運用されることは無く、換装したシャトルロボが任務に就いた。容姿はDVD付録MRR通信で確認可能。

### ブルーサイレンズ
パトランプに円と右手二本指をシンボルとする小隊。都市犯罪、高速道路事故を防止する要。警備、防災キャンペーンなどの告知、参加を中心とする。時にはレッドウイングスに代行し、消火活動や空中救助も行う。チームカラーは青。
【準隊員】
愛川 誠（あいかわ まこと）
声 - 日下ちひろ
MRR第一期生の1人。12月9日生まれ。射手座のB型。11歳。神奈川県出身。部屋に柔道と剣道の賞状が飾られる実力を持つ「武術総合格闘技の達人・ファイトナチュラル」。代々警察官という家系に育ち、規律を重んじ訓練に真剣に取り組む。ポリスロボに劣らない真面目人間。それを他人にも押し付け度々トラブルに発展させる。その一方で恋愛は奥手であり、清楚な女性に手を握られただけで茹蛸になってしまう。敬礼されたら必ず敬礼を返す礼儀正しさを持ち、相手がK-BOYでも返す。防犯マニアなのか、サラサラ砂漠の救助ではピラミッドのトラップが未だに稼動しているのを見て目を輝かせていた。好きな言葉は「安全」と「平和」、そして「正義」。ポリスロボのロボマスター。後に退任し、警視庁MR特別捜査班に。
アリス・ベッカム
声 - ゆかな
MRR第一期生の1人。1月6日生まれ。山羊座のO型。10歳。イギリス、ロンドン出身。両親が舞台系統の裏方で、元子役の肩書きを持つ。MRRに入隊したのも、「自分の活躍の場がスクリーンだけでは小さすぎる!」という理由からで、少女スパイ映画の主役を演じた後試験を受けた。天才だが飽きやすく惚れっぽい性格のトラブルメーカー。演技で訓練を結構サボろうとするところがある。エリアスや歌田兄弟は騙されてくれるが、誠には通用しない。しかし、災害救助時にはここ一番の機転に元女優の学識を見せる。誠に好意を寄せているが表面上は喧嘩ばかりしている。ロボマスター代理兼バックアップ。後にブルーサイレンズ小隊長兼広報部長に就任するも、誰一人彼女主演のビデオには関心を持たず怒りまくる。
歌田 進（うただ すすむ）、歌田 強（うただ つよし）
声 - 天田真人
11月16日生まれ。蠍座のB型。11歳。東京都出身。双子の兄弟。双子としての意思疎通が一般人の能力とは比べ物にならないほど高い。父親はプロレスラー・ジャスティ歌田。その父親譲りの体力で災害救助に志望するも精神的には弱いところがある。メカニックに強い。「1人じゃできないことも2人ならできる」がモットー。牛乳好きで、お風呂上りには欠かせない。弟の強は、少々引っ込み思案な性格。常に兄の後を追って行動するところがある。2人を見分けるには髪型の分け方で、強の方が甲高い声を発する。クレーン倒壊事故が切っ掛けで、特例として2人でジャイロロボのロボマスターに。後に2人共アメリカ支部へ異動。
【マシンロボ】
ポリスロボ
声 - 天田真人
ポリスチームリーダーロボ。マシンモードでの速度は現行新幹線の倍以上の速度を持つ。口癖は「ダーッシュ!」。マスターの誠と同様に生真面目な性格で、任務に対して忠実だが融通が利かなく、雑学的知識は持ち合わせていない。ロボマスターに「冷静な判断力」と「決断する勇気」を求める。主に災害時の避難者誘導にあたるが、犯罪者の逮捕も行うこともある。バイクロボと呼称するサポーターロボ群とレスキュー合体し、ハイパーポリスロボに。
形式番号MR-05L、またはMR-02L
全高7.6m、重量9.0t
マシンモード：パトカー
全長7.0m、全幅3.4m、全高2.2m
バイクロボ
（2番機:声 - 杉野博臣）
高速走行が可能な四体のサポーターロボ群。狭い道筋にも対応可能な細さが自慢。マシンモードに変形時は仰向け状態で、前輪も頭部フルカウルと一体化している。口癖はポリスと同じ「ダーッシュ!」。自動車程度の撤去は造作もない。
形式番号MR-05S、またはMR-02S
全高7.6m、重量8.4t
マシンモード：白バイ
全長6.1m、全幅2.8m、全高2.7m
ハイパーポリスロボ
ポリスロボを中心にバイクロボ4、5番機が脚部に変形、スタンダップして2、3番機が両腕に変わりレスキュー合体した姿。初期メンバーの中でスペックのバランスが取れているのが特徴。拳の一撃は鉄筋コンクリートの壁をぶち抜き、ゴーグルは人命検索用スキャニングレーダーになる。前輪だけで立っているように見えるが、踵もちゃんと存在する。
形式番号MR-05、またはMR-02
全高12.6m、重量42.6t
技：フィンガーフラッシュ・チョキ、バックファイヤー、ビームアンカー、ZONE
レスキュー7、パワー7、ガード7、スピード7、テクニック7
ジャイロロボ
声 - 矢薙直樹
ジャイロチームリーダーロボ。腕を水平に広げ空中飛行と静止が可能。MRR始動前にアメリカで研修していたが、任務に熱くなりすぎて問題行動が多く、逆島流しにされる。性格は至って陽気な格闘マニア。主に上空からの人命救助、物資運搬にあたる。ヘリコプターロボと呼称する4機のサポーターロボット群とレスキュー合体し、ハイパージャイロロボに。非常にアメリカンな喋り方をし、当初は命令よりも任務優先であったが歌田兄弟の叱咤が切っ掛けで彼らをロボマスターと認めた。後に古巣のアメリカへ転任する。
形式番号MR-02L、またはMR-05L
全高7.4m、重量9.2t
マシンモード：ジャイロヘリ
全長6.6m、全幅7.8m、全高2.7m
ヘリコプターロボ
スカイロボの次に作られた飛行用サポーターロボ。速度よりも機動力と推進力を優先している。MRジョイントをローターに使用、専用ユニットを装備することでマグネットアンカーや消火弾を投下できる。変形や合体による機体の構造上コックピットのスペースが無くケージ内などで指示し、救助では風の影響を考え、常に二機一組で行動する。劇中で一度も声を発していない。
形式番号MR-02S、またはMR-05S
全高7.6m、重量7.2t
マシンモード：小型ヘリ
全長5.8m、全幅.8m、全高2.3m
装備：アンカーフック、重油用凍結弾ユニット、火災用消火弾ユニット、救助用ケージ
ハイパージャイロロボ
ジャイロロボを母体にヘリコプターロボ2、3番機が両腕に4、5番機が両脚の順に変形、レスキュー合体した姿。その際ローター部は一端分離させておき、合体時に空中分解しない配慮がなされている。脚部のサポーターロボのローターは腕に付くが、マニピュレーターそのものは存在しない。細身ながら受身を熟知しており防御力が高く、格闘も行う。
形式番号MR-02、またはMR-05
全高12.6m、重量38.0t
技：フィンガーフラッシュ・チョキ、ジャイロシューター、ジャスティ・ヘッドアングル・キック、トルネード拳法、ビームアンカー、ZONE
レスキュー6、パワー6、ガード8、スピード7、テクニック8
サイレンギャリー
ブルーサイレンズ専用のMRTP。基本操作はK－BOYのボイスコマンドで行う。基本的にポリスチーム専用で、MRR本部『大回転ベース』2号線から出場。到着後、フロントからリーダーロボが、トレーラー部からサポーターロボが発進する。その巨体に似合わず、水上でも沈まない構造になっている。
形式番号TMR-02SG
全長35.2m、全幅10.4m、全高11.2m、重量422.0t
サイレンギャリーロボ
ブルーサイレンズのバックアップメンバーによって救急起動したTPMR。横回転バルブを全力で回しながら可変。機首部分が爆走し変形を行う。キャブ部が変型する胸部と後部キャリー部が変型する胴体部および両手足部分の構成が、丁度「ブラスト・オフ」時のゴーダムを彷彿させるものとなっている。
全高24.0m
装備：放水砲×4門

### イエローギアーズ
横向きのキャタピラに台形と右手握り拳をシンボルとする小隊。土砂崩れ・道路陥没・除雪作業を中心に、洞窟内の捜索・不発弾処理を主に活動する。当初は1チームのみだったがサブマリンチームが新設したことにより、海難救助や原油流出除去作業も加わる。レスキュー合体したマシンロボに、通常のマニピュレーターを持った機体が全くいないのも特徴。チームカラーは黄色。
【準隊員】
速水 大地（はやみ だいち）
声 - 早水リサ
2月28日生まれ。魚座のA型。11歳。愛知県出身。父親は速水重工社長「雄大」、母親は憧れの女性ランキングナンバー1に輝いた有名な女優「忍者ママ」こと「穂村冴子」というエリート家系。周囲に特別扱いをされるの嫌って隠していたが、撮影現場でのあり得ない行動からメンバーに詰め寄られてばらしてしまう。マリー教官は明かされる前から知っていた。MRR入隊時に母親と「強い男になること」・「ロボマスターになること」を約束していた。また、父親のことも尊敬している。敬礼の訓練を何百回もやり直しされ、泣きそうになるくらい非常に気が弱く緊張しやすい性格で、訓練時に腹痛になることが多かったが、鍛錬を重ね克服。道具なしの目測で距離や寸法を正確に計測できる「空間認識能力」に長けるドリルロボのロボマスター。一応イエローギアーズのリーダー的存在なのだが、メンバーたちの性格があまりにも濃すぎて、何となく苦労している。同じイエローギアーズの小百合が気になる存在である。後に退任し、速水重工系列の若社長に。後継機MRの開発も協力。
水前寺 小百合（すいぜんじ さゆり）
声 - 木村亜希子
6月26日生まれ。蟹座のO型。10歳。東京都出身。大地の家に勝るとも劣らない名家の令嬢。礼儀正しくおっとりとした性格で、言葉遣いも丁寧。両親が海外出張でほとんど離れて暮らしており、その寂しさの反動か、他者に対しコミュニケーションに心を癒す力がある「セラピーナチュラル」としての素質が開花。それを活用してもらおうとMRRからの推薦と父親からの要請で試験を受けた。顔に似合わず、特訓メニューの内容はハード。「お願いモード」では他の隊員もたじろぎ、ジェイも含めて誰も逆らえない。非番の日には花道や茶道の稽古に行っており、正座一時間は余裕。一見か弱そうに見えるが、実は芯の強い女の子で凄まじい行動力を持ち、笑顔で人を斬るタイプ。ロボマスター代理兼バックアップ要員。国際ハイパーレスキューの加盟国増加や救助行動範囲と医療行為の拡大に尽力する決意をし退任後、政財界へ入り日本初の少女内閣総理大臣に。
美波 ケン（みなみ ケン）
声 - 松元恵
2月6日生まれ。水瓶座のO型。MRR一期生で最年長の12歳。トルコ・イスタンブール出身のハーフ。見かけは女の子のような少年で、言葉づかいも少し女言葉混じりだが、ハンドドリルを持ったり激昂すると、鉄拳震わすパワフルボーイへと変貌する。ペンギン好きで、部屋には色々なグッズが置いてある。お笑いに興味があるようで、ショウとは漫才コンビを組む。複数の地縛霊が見えるくらいに霊感が強い。少々ナルシスト気味で諦めが早いが、ここぞと言う時は根性を見せる。ロボマスター代理兼バックアップ。唯一人、1小隊のMRを全て指示した。エリアスと同様に注射が大の苦手。ショウのネタがつまらなくても、突っ込んだり、笑ったりしてあげている。後にドクターロボを行おうと医者に転身。美しさと妖艶さと共に、鋭い突っ込みと凶悪な笑みが加わった。特に予防接種と採血が輝いている。
芦川 ショウ（あしかわ ショウ）
声 - 比嘉久美子
7月20日生まれ。蟹座のAB型。10歳。愛媛県、瀬戸内海の小さな港町出身。ケンの漫才の相方。「笑いは世界を救う」が彼のモットーであるが、その内容はブリザードが吹き荒れる親父ギャグ。イルカの言葉を理解し、水泳能力に長ける。海の生き物の言葉がわかるサブマリンロボを尊敬、「師匠」と呼んで弟子入りを志願した。広海という歳の離れた姉がいて、笑いと泳ぎの切っ掛けを与えたものの、彼女が数年前に水難事故死したのがMRR入隊理由のひとつである。姉が言っていた「笑顔のパワーは無敵。その気になれば世界だって救える」の言葉を胸に、「皆の笑顔を守りたい」という思いで、レスキュー活動に臨んでいる。その辛い過去を経験したことから、周囲の場を和ませる気遣いを誰よりもしている。お風呂に入るときは水着を着用。浮き輪やシュノーケルも必須品。サブマリンロボの推薦を受けて彼のロボマスターとなる。漢字で書くと「渉」。後にイエローギアーズ小隊長に就任するが、ギャグに至っては全てスルーされる。
【マシンロボ】
ドリルロボ
声 - 杉野博臣
ドリルチームリーダーロボ。べらんめえ口調の江戸弁を発するMR。義理と人情に厚いが、口下手でそそっかしい。新メンバーのMRとは意見が合わないとトコトン毛嫌うが、意気投合すれば存分に力を貸す。パワーと出力だけなら他のMRを遥かに凌駕、その力を生かし、崩れそうなビルを支え、瓦礫の撤去作業にあたる。ドーザーロボと呼称する4体のサポートロボット群と合体しハイパードリルロボにレスキュー合体。地中専用だからなのか極度のかなづちで水が苦手。数年後は大地と共に新型MRの運用訓練の指導に当たる。
形式番号MR-03L
全高8.5m、重量9.4t
マシンモード：ドリルタンク
全長7.4m、全幅4.0m、全高2.5m
ドーザーロボ
タンクロボをベースとして製作されたドリルチームサポーターロボ。頭部と共にスパイクユニットをクローラーへ、ミサイルユニットがサスペンションアームに変更装備されている。性格は威勢はいいがロボマスターの心根が反映し、危険な物体にはビビッてしまう。口癖は「よっしゃーっ!」。
形式番号MR－03S
全高6.5m、重量8.4t
マシンモード：ブルドーザー
全長4.6m、全幅4.0m、全高2.8m
ハイパードリルロボ
ドリルロボとドーザーロボ2、3を両腕に、4、5号機を脚部に変形させレスキュー合体した姿。さらに強力な力を持ち、防御力も高く、重心も重く、足部の無限軌道によって滑りにくい。大地の『空間認識能力』によって正確な軌道修正で移動能力を補っている。
形式番号MR－03
全高12.2m、重量43.0t
技：フィンガーフラッシュ・グー、ドリルアタック、パワーフィニッシュ、ZONE
レスキュー7、パワー8、ガード8、スピード6、テクニック6
サブマリンロボ
声 - 野島健児
サブマリンチームリーダーロボ。ポリスロボをベースとしたMR。名前の通り、その潜水能力を生かして主に海上、海中での救助作業に活躍する。性格的に広い心を持つ爽やかな海の男で、当初は狭い格納庫が嫌いだった。通いわく「マイペースなB型」。アクアロボと呼称する4機のサポートロボと合体し、ハイパーサブマリンロボに。ショウが小隊長に就任したことによりファイヤーチームと同様にMRRに残留する。
形式番号MR-06L、全高7.7m、重量9.9t
マシンモード：潜水艦
全長6.6m、全幅3.4m、全高2.6m
アクアロボ
バイクロボをベースにした水中用サポーターロボ。水上、深海でも活動可能。成りに似合わず機敏な機動力を持つ。
形式番号MR-06S
全高8.0m、重量8.4t
マシンモード：ジェットスキー
全長6.0m、全幅2.6m、全高2.5m
ハイパーサブマリンロボ
サブマリンロボを母体にアクアロボ2、3番機を両腕に、4、5号機を脚部に変形させレスキュー合体した姿。水上でも浮遊可能、手がマジックアームなのは高い水圧下でマニピュレーターを圧壊させない配慮である。
形式番号MR-06、全高12.9m、重量43.5t
技：フィンガーフラッシュ・グー、バブルスマッシュ、ZONE
レスキュー7、パワー7、ガード8、スピード6、テクニック7
ギアダンプ
イエローギアーズ専用MRトランスポーター。MRR本部『大回転ベース』3番通路から出場。エンジン部にリーダーロボを、バケット部にサポーターロボを搭載するが、形状の問題で唯一雨ざらし状態になってしまう不幸な機体である。地上だけでなく、タイヤで浮かぶことで水上走破も可能。劇中では事実上ドリルチーム専用。
形式番号TMR-03GD、全長24.8m、全幅16.4m、全高12.0m、重量398.0t
ギアダンプロボ
ギアダンプが変型したTPMR。コクピット脇のレバーを操作させて、バケット部を車体両脇に移動させた後、警笛を鳴らし床下からせりあがったポンプジャッキを動かし、上半身をせり上げ、バケット部を両腕にしながらコックピットを90度反転させて頭部がスライド展開し完成する。3体のTPMRでは唯一脚の部分がタイヤのまま。そのパワーは巨大な塔を後退しながら支えてしまう。
全高22.2m

### コマンダーチーム
ジェイとVステルスロボの配置先である3小隊を決めかねていた際、新たに独立させたスペシャルチーム。主に主要チームのバックアップ兼第二出場が中心。様々な状況に合わせて防護服は各チームの物を着用する。
【準隊員】
ジェイ/ジュニア
声 - 小田久史（少年時代 - 伊藤舞子）
推定年齢12歳。フルネーム、血液型共に不明。かつては、デザスターの尖兵としてMRRに幾度となく戦いを挑んできた少年。自分が何者か悩みながらもカイザーGの命令でレスキューの妨害をし続けていた。マフラーを自在に操り、格闘技も誠や鈴に勝るとも劣らぬ技量を持つ。当初は瞬間的に消えるシーンがあったが、これはステルスロボが付近で待機していたことによるもの。後に自身が火星探査船マルスで生まれた世界初のスペースノイドで、その生き残りという話を月面の展示室で聞き、自己理念が壊れながらも航空局でその真実を知り、BLハイパードリルの攻撃で行方知れずとなり一時的に記憶を失うが、療養所に収容される。MRRメンバーにもこの事実が伝わり、同時に太陽と同様サバイバルナチュラルであることも判明し、ブラッドに引き取られた。だが、誠の不注意から記憶の断片が甦り、死を決意するが、太陽に助けられた。後に復讐目的でMRRに参加しようとしたが、通の忠告や水島純を救助したことをきっかけに改心し、正式にMRRの一員となる。左目じりに稲妻のような傷が付き、緑のニット帽を被り、腰ひもをベルト代わりにするスタイルになる。世間からほとんど隔絶された環境で育ったことで世間知らずなところがあり、ミカンを皮ごと丸呑みしたり、敬礼も間々ならず、良かれと思ってやったことがとんでもないトラブルの元になることもある。登場時は怒りっぽく、愉悦に浸る悪しき表情が多かったが、徐々に喜怒哀楽が増えていく。さとこの造った巨大なおにぎりが好き。数年後、海と共に宇宙支部に就く。名前はジュニアのアルファベットイニシャルから。
【マシンロボ】
Vステルスロボ
声 - 細井治
MRプロジェクトによって戦闘用に製作された「ステルスロボ」を救助用に転成。装備されていたバレットライフルをBLハイパードリルに破壊されたことで救助用クエンチャーガンを新造、これにより単機での重量は軽くなっている。バーストテンペストも残されるが威力が半減するも、代わりに消火弾や閃光、信号弾が撃ち出せるよう改修されている。メガブースター・パワーウイングを同時装着することでハイパーVステルスロボにレスキュー合体。さらにマシンコマンダーロボとリーダー合体「Vモード」のボイスコマンドでマシンコマンダーロボVとなる。参加当初はコマンダーロボやドリルとは折り合いが悪く孤立していたが、出場を重ね協調性が出てきた。ジェイに対しては過保護な面があり、彼がはじめてのお使いをした際ステルス機能で姿を隠して後を付けている。
形式番号MR-V00L
全高8.9m、重量11.5t
マシンモード：ステルス戦闘機
全長7.4m、全幅6.4m、全高2.4m
ハイパーマシンモード
全長8.6m、全幅19.2m、全高3.9m、重量49.0t
※重量がハイパーモードより重いのは、底部にレスキューシールドを装備しているため。
ハイパーVステルスロボ
タンクロボの代用としてパワーウイング・メガブースターを手足としてレスキュー合体して新生した姿。総合数値はジェットと同等で、以前よりは攻撃力が劣るが、マニピュレーターによる器用さとパワーブースターによる機動性能により向上している。
形式番号MR-V00
全高12.7m、重量47.5t
技：ビクトリーシュート、フィンガーフラッシュV、バーストテンペスト
レスキュー7、パワー6、ガード6、スピード8、テクニック8
マシンコマンダー
試作型MC－Xの完成型。スペースプレーン型大隊出場用MRTP。太陽とジェットがテスト飛行し、エリアス、誠、大地が4000項目のチェックを確認し実戦に赴く。内部に3体のリーダーロボを搭載し、「大回転ベース」反対側にある第二カタパルトから発進。ハイパーラバー付き巨大パチンコ、スリンガーカタパルトを使い成層圏内を通って迅速に救助へ向かうが、非常時にはバックアップメンバーたちにより手動で発進させる。腰部に相当する場所にブリーフィングルームを備え、主翼内部に通路が存在する。緊急時には強制ドッキング可能で、脱出の際はキャノピーが開き操縦座席は強制射出される。
形式番号TMR-04MC
全長12.8m、全幅24.4m、全高7.0m、重量293.0t
最高速度M20.0
乗員12名
レッドコマンダー
マシンコマンダーが分離したレッドウイングス専用コマンダーマシン。レッドリーダー（レッドウイングス系MR）をハイパーモード形態で搭載する飛行艇。上部に地上型MRを乗せ巨大な推力で救助活動が可能。
形式番号TMR-04MC-001-RC
全高12.8m、全幅24.4m、全高7.0m、重量128.0t
ジェット搭載重量138.0t、ファイヤー搭載重量138.9t
乗員4名
ブルーコマンダー
マシンコマンダー右舷部から分離したブルーサイレンズ専用コマンダーマシン。ブルーサイレンズ系のMRを搭載する放水装甲車。パンクレスソリッドタイヤを装備し、水上や瓦礫の上でも難なく走破。主に地上の救助、初期消火補助、人命検索を受け持つ。
形式番号TMR-04MC-002-BC
全長10.0m、全幅4.8m、全高7.2m、重量85.0t
ポリス搭載重量94.0t、ジャイロ搭載重量94.2t
乗員4名
イエローコマンダー
マシンコマンダー左舷部から分離したイエローギアーズ専用で唯一の無限軌道型コマンダーマシン。イエロー系のMRを搭載する探査車。コックピットや全体形状はブルーコマンダーと同一規格。水上を走破し、数千mもの海中へ潜航が可能。瓦礫の撤去やイエローリーダーと随伴して複数の負傷者を運搬する。合体時には底部に噴射口が設置されている。
形式番号TMR-04MC-003-YC
全長10.0m、全高4.8m、全幅7.2m、重量85.0t
ドリル搭載重量94.4t、サブマリン搭載重量94.9t
乗員4名
マシンコマンダーロボ
声 - 速水奨
長官の承認と、K-BOYを使用した3人のロボマスターの心が一つにならないとこの姿にならないTPMR。頭部とレッドコマンダー用コクピットの中間にある頭部指揮所でロボマスターが制御し、気絶してもある程度の行動ができる。内部のMRは状況判断で分散可能。反面、マシンモードでは相互会話や自力飛行は不可能である。合体した時は仁王立ち。現場や訓練では小隊長級の権限を持ち、説教することが度々ある。口癖は「私は不可能を可能にするMRだ!」。
全高22.0m
装備：ハイパーエクスティングシャー、ウォーターディスチャージャー、スーパーソニックブラスター
技：マイティーフラッシュ、ZONE
マシンコマンダーロボV
MRシリーズの集大成『V-プラン』によって生み出された形態。側頭部にクエンチャーガン、胴体にVステルスとパワーウイング、肩にメガブースターを装着し、左手にレスキューシールドを持つ。合体時にはMRRの団旗を掲げる。
形式番号TMR-04MC-V
全高23.0m
重量247.0+αt、総重量347.0t
※マシンコマンダーとハイパーVステルス・スクラムモードの総重量。αは搭乗した各チームリーダーロボを含んだ重量でもある。
装備：クエンチャーガン、パワーウイング、メガブースター、レスキューシールド
技：マイティ・フラッシュ、スプリンクラーシールド、デュアルトルネード、ZONE

### MRRメインスタッフ・その他
ブラッド 尾藤（ブラッド びとう）
声 - 中田和宏
『MRプロジェクト』でステルスロボを開発したスタッフの1人。内閣総理大臣からMRR初代長官を任命され、父親のように隊員たちの活躍を優しく見守る。「レスキューの邪魔をする者は排除せねばなりません」・「我々の目的は破壊ではなく人の命を救うことにあります」・「許可します」が口癖。特技はピアノ。人と話しながらでも、鍵盤や楽譜を全く見なくても弾ける。誠にデートのアドバイスをして娘に耳を摘まれる一面も。太陽たちが初任教育課程を終えると同時に長官職を宮島へ引き継ぎ、国際ハイパーレスキュー初代長官になった。50歳。
宮島 武蔵（みやじま むさし）
声 - 杉野博臣
レッドウイングス専任教官。熱い男で、隊員たちのことを大切に思っているがゆえに指導は厳しい。宮本武蔵を心から尊敬しており、佐々木を勝手にライバル視している。言い訳は許さない主義。マリー尾藤が気になる様子ではあるがミーハーな一面もある。後に元特殊救助部隊『レスキューレッド』隊員であることが判明する。複葉機の操縦も披露。第一期生修了過程後に、ブラッドの後を継いでMRR二代目長官へ就任。30歳。
佐々木 幸四郎（ささき こうしろう）
声 - 置鮎龍太郎
ブルーサイレンズ専任教官で小隊長。特殊警察所属で警視庁から出向の形で赴任してきた。クールな性格。愛と真実をモットーとする。マリー尾藤が気になる様子。完璧主義者なのか現実対応に弱く、MRRに電話が殺到した時は全て宮島に対応させていた。また、夏休みは貰えずに、アリスを除く隊員たちと悲惨なアバンチュールを送る。後に古巣に戻って特殊警察幹部に。28歳。
マリー 尾藤（マリー びとう）
声 - ゆかな
ブラッド尾藤の実娘。MRR秘書兼イエローギアーズ教官や人事面の選考把握も担当しており、隊員たちの現状の家族構成なども把握済み。父親譲りの優しい性格で、太陽の特殊能力を最初に躊躇なく認め信じた。隊員たちからはお姉さんのように慕われているが、普段は大雑把でがさつ。ドリルロボに「姐ちゃん」呼ばわりされることや、自チームのMRが変わり者揃いなことが悩み。後にMRR・EU支部長に。25歳。
ボン
声 - 矢薙直樹
太陽の連れている、言葉が話せるセント・バーナードの子犬。彼らが困ったときにはアドバイスをつぶやき、時には体を張ってサポートする。この秘密を知っているのは彼だけで、他の面々は「誰か言った?」「空耳?」と気づいていない。子供2人分の食事を平らげる食欲。鈴曰く「飼い主に似てお馬鹿で品がない」。太陽とは最低5年程度の付き合い。後に人が乗れるまでに成長し、ライオンも追い払うほど強くなった。一人称は「オイラ」。彼の視点から物語が始まっており、ナレーションもしている。
大井川 善次郎（おおいがわ ぜんじろう）
声 - 中田和宏
隊員寮『大志館』の管理人。いつも隊員たちのことを気にかけており、トラブルがあった時にはさりげなくフォローする粋な人。子供がいないので太陽とジェイを実の息子同然に可愛がる。
大井川 さとこ（おおいがわ さとこ）
声 - 進藤尚美
善次郎の妻で、同じく隊員寮『大志館』の寮母。隊員たちを食事の面からサポートする。両親がいない太陽とジェイの母親代わりでもある。
水道橋 通（すいどうばし とおる）
声 - 堀江秀尚
15歳。MRの開発者水道橋光の孫であり、レスキューレッド隊長「信」の息子。ある事件で半身不随の身。祖父の血を色濃く受け継いでおり、初期MRメンバーを製作。サブマリンロボ、アクアロボ、スペースロボ、マシンコマンダーをも作りシャトルロボ、Vステルスロボを換装転換、影からバックアップした。技術肌であるがゆえに救助に関しては論理的思考の持ち主なのだが、他者を思いやる気持ちは太陽たちと変わらない。後に国際ハイパーレスキュー技術顧問として、また新型MR「ムゲンロイド」シリーズをMRRに送ろうと計画中。
水島 純（みずしま じゅん）
声 - 木村亜希子
第1話のゲストキャラクター。マシンロボが大好きな小学一年生。右足を怪我して松葉杖で歩いていたところ小型トラックの積荷が落下する寸前、太陽に救われ、数時間後ランドマークビル火災で煙に見舞われ、再び助けられる。その後右足が完治し再会するが、ハイパーステルスによる攻撃での火災に会い、その後も工場見学でのコンビナート火災、バナナの皮での転倒、MRR本部では迷子になってウイングライナーに乗って火災現場に行き着き、ランドマークタワーではビバットの人質、要島では火山の噴火、遊覧船浸水に巻き込まれ、と数回にわたって救助され、一族そろって災害やトラブルに遭いやすい体質の関係上MRRに最も縁のある少年。性格は万人に好かれ、素直かつ真面目で礼儀正しいが、身を守る方法を知らず、集団行動せずに動いては被害の真っ只中で頻繁に遭遇し、自分でも「何でいつもこんな目に遭ってるの……」と嘆いていたが、次第に気弱さを立ち向かう勇気に変えて、涙を零しながらも要島で初レスキュー。遊覧船の浸水時には声を出して人々を勇気づけようとするがパニックによって無力を痛感。MRR全隊員の尽力で救助され、マシンコマンダーロボの指さし確認を見つめ、改めて何かを決意する。太陽やジェイにとって手のかかる弟のような存在で、彼自身もまた2人を頼れる実兄のように慕う。数年後MRRに入隊。太陽と同じレッドウイングスに所属するが、体質そのものは改善されていない。小さな視聴者たちの代表であり、監督が特に気に入っている人物でもある。
水島 亮（みずしま りょう）
声 - 立野香菜子
水島純の従兄弟。MRR隊員になるのが夢。軌道ステーション「イカロス1」の火災事故で本田とMRRに救われる。いつも中継駅にいるのは父親が国際宇宙ステーションに勤務しているから。彼もまた災害に遭遇しやすい体質。後に同じくMRRに入隊、レッドウイングスに所属。声変わりの途中で、純と一緒に声を重ねることもしばしばある。
水島 純一（みずしま じゅんいち）
声 - 小西克幸
純の父親。亮の父親とは兄弟。子煩悩で高所恐怖症。電動リニア「タキオン」のトイレ内で誠とアリスに遭遇する。ジェイのMRR入隊動機を改める切っ掛けを作った。息子と同様にトラブルに遭いやすい。
亮の父
声 - 細井治
名前不明。亮の父親。純一とは兄弟の間柄である。国際宇宙ステーション実験モジュールISS4に勤務。バイオハザードに会い、傷つきながらもMRRに救われる。その後も何度か災害に巻き込まれる。科学の知識は豊富。
水島 純一郎（みずしま じゅんいちろう）
声 - 坂東尚樹
純と亮の祖父。喜寿。元気な老人だが、聞き間違いやぼけた行動でジェイを困らせた。色々なトラブルに見舞われながら悪運が強いと公言している。
穂村 冴子（ほむら さえこ）
声 - 夏樹リオ
大地の母親。ドラマ「忍者ママ」の主演女優。息子に対しては少々過保護なところが目立つが、彼の決めたことには何も言わずに温かく見守る。4話で電話越しの登場だったが、34話で再登場。MRRメンバーやスタッフだけでなくハザードすら虜にし、ハザードは彼女を「破壊の女神」と賞賛し勧誘しようとした。
ヒデキ
声 - 松本美和
6話ゲストキャラクター。飼い猫のローラを捜してほしいと小百合に依頼する。団地住まい。
村良 サキ（むらよし サキ）
声 - 菊地祥子
12話ゲストキャラクター。考古学者・村良教授の娘。サラサラ砂漠の遺跡で宝玉を取ったことで罠に閉じ込められた。ショウのギャグを寒いと言い放つが、笑顔で救われることを教えられる。
村良教授（むらよし きょうじゅ）
声 - 中嶋聡彦
サキの父親。考古学の神様と呼ばれている。救出のために遺跡を破壊することを嘆いたり葛藤したりするが、サキが無事救出された際には喜んでおり、遺跡と娘を大事にする人物。
キューティー熊本（キューティー くまもと）
声 - 松本恵
少女テレビリポーター。お天気お姉さんも担当。危険な場所でも果敢に赴く。
チャーミー佐藤（チャーミー さとう）
声 - 松本梨香
天才少年リポーター。視聴率を最優先し、やらせで視聴率をあげようとする。再登場時の体験入隊では高所恐怖症で閉所恐怖症、さらにはかなづちという事実が発覚する。数年後の大志館の食堂には写真付きブロマイドが飾られている。相当の目立ちたがり屋。
木島（きじま）
声 - 西前忠久
チャーミーの同僚であるカメラマン。チャーミーの大人顔負けの視聴率主義に驚くことも。
歌田 正義（うただ まさよし）
声 - 稲田徹
歌田兄弟の父親。「ジャスティ歌田」のリングネームを持ち、蹴り技を得意とする。ジャイロは弟子入りと技の伝授の教えを請うが、「ウェイトが違いすぎるだろ…」の一言で却下された。だが、タッグマッチの意味を自分なりに伝える。事故に巻き込まれるが、無事救出される。「乱入は歓迎」とかなりの好戦的な人物。
カルロス
声 - 石川ひろあき
ジャスティ歌田の門下生の一人。金髪の覆面レスラー。歌田兄弟を「二代目たち」と呼ぶ。
エリアスの母
声 - 金月真美
本名は不明。日本人の母親。
アリスの母
声 - 木村亜希子
名前不明。舞台関係の仕事をするアリスの母親。隣にいたエリアスの母と意気投合する。
誠の父
声 - 置鮎龍太郎、成田剣
名前不明。警視庁に勤務する。厳格な性格だが、警視庁への移籍を蹴った誠の行く末を見守ることを選ぶという融通の利いた一面も見せる。息子の普段着姿は父親譲りである。
ショウの父
声 - 竹若拓麿
ショウを中肉中背にしたような父親。
ケンの母
綺麗な容姿のケンの母親。玉入れ競技を楽しみにしていた。
鈴の父
声 - 志賀克也
鈴の父親。喧しいほどお祭り好きだが、震災当時は美男子だった。
遥 蘭（はるか らん）
声 - 笹本優子
鈴の妹。小さいころの母親に似ている。両親と同様に騒がしい。
速水 雄大（はやみ ゆうだい）
声 - 杉野博臣
大地の父親。速水重工業の社長。世界の人々が生きるための基盤、すなわち「大地」になるようにとの理念を持って会社を開いた。当初は仮病を使ってまで大地に社長の座を引き継がせようとしたものの、息子が名前通りの男になることに期待して大地の答えを認めた器量の大きい人物。
近衛 徹（このえ とおる）
声 - 宮田浩徳
加賀山のベテラン観測員。守山を一人前にするべく彼に厳しい態度を取っており、山野火災の際には身を挺して守山を助けたほどの部下思いな人物。
守山（もりやま）
声 - 水島大宙
近衛の同僚で、眼鏡をかけた新米観測員の青年。いつも近衛にどやされてばかりだったが、それは彼を一人前に鍛えるために近衛が取った方針である。当初は自分が近衛に信頼されていないと思い込んでいたが、火山噴火による地震の際に近衛に助けられたことで誤解を解いた。MRRの修了式典に参列している。
先生
声 - 松下美由紀
フルネーム不明。純が通う小学校の担任の先生。シャキッとしない太陽に「自覚を持ちなさい」と叱る。
高田（たかだ）
声 - 今村直樹
チャーミーが訪れたコンビナートにある工場の工場長。単なる防災点検では物足りないと感じたチャーミーに押されて自動消火装置の電源を落とすが、ガラゴロによって大火災に発展してしまう。
寿（ひさし）
声 - 伊藤舞子
16話ゲストキャラクター。手術、特に注射が嫌で「自分は不治の病に冒されている」とひねくれ、逃げていた。しかし、ケンのレスキュー魂に感化され、手術を乗り越えて生きる決意をする。骨髄性白血病患者で、ケンと骨髄が一致していた。
芦川 広海（あしかわ ひろみ）
声 - 後藤邑子
ショウの実姉。弟に泳ぎと「笑顔で世界を救える」ということを教えた張本人。しかし、ヨットと漁船の衝突に巻き込まれ水死。これが元で彼は心の傷を負ってしまう。
本田 双八（ほんだ そうはち）
声 - 遠藤守哉
元レスキューレッド隊員で宮島の同僚。現在はステーションライナー12便のパイロット。爆発から亮を救うため怪我を負い、宇宙ステーションを経由し、そのまま月面基地まで搬送される。海と鈴に太陽の過去と救助の心得を教えた。修了過程の式典で元気な姿を見せている。
老人
声 - 西村知道
ムーンベースの展示館に一人寂しく佇む老齢の男。ジェイにマルスの事故を聞かせた。
ニーナ
声 - かかずゆみ
海賊の少女で、霊感の強いケンを花嫁にしようとした幽霊の少女。MRRによって海賊船が引き揚げられ、成仏したかに見えたが、いまだに彼に憑依している。
船長
声 - 長島雄一
ニーナの父親。フルネーム不明。海賊の頭。娘との結婚をケンに許した。同様に幽霊である。
谷村（たにむら）
声 - 石川ひろあき
最新鋭飛行船「ウラノス2」の船長。ハザードの作戦に巻き込まれ、船をジャックされてしまう。
カザミ
声 - 釘宮理恵
心に迷いが生じたジェイに助けられた少女。お礼を言うべく母親と共に宇宙局を訪れるが、ジェイを捕らえて再教育しようと画策したハザードが送り込んだBLドリルの攻撃に巻き込まれてしまう。しかし、太陽とジェイによって救出された。
穴尾（あなお）
声 - 稲田徹
34話ゲストキャラクター。悪魔に魂を売った「穴を掘ったコンビ」の映画プロデューサー。
堀田（ほった）
声 - 土屋利秀
34話ゲストキャラクター。映画監督。駄洒落はショウと同程度である。
梅田（うめた）
声 - 矢薙直樹
穴尾・堀田コンビを支える助監督兼AD。ハザードの乱入で誤爆され怪我を負う。
早乙女 亜希（さおとめ あき）
声 - 山本麻里安
35話ゲストキャラクター。特殊才能育成法による初の医師免許を持つ少女女医で誠の初恋の人。普段は類を見ないドジっ子ぶりを発揮するが､仕事での手際の良さは一流。不治の難病にかかっており、誠とのデート後再発。病院の事故後に救助されるが力尽き、13歳という若さでこの世を去る。最終話では、「大志館」の食堂に飾られている誠とケンが一緒に写った写真にニーナと共に背後霊となって映し出されている。
桂（けい）
声 - 高木礼子
亜希の担当患者の少年。
婦長
声 - 佐藤智恵
亜希が勤務する病院の婦長。
リッキー
声 - 坂本千夏
37話ゲストキャラクター。家族に会うために一人旅をしている最中、飛行機事故に遭った少年。エリアスたちからサバイバルの術を教えられる。少し生意気。
岡野 竹造（おかの たけぞう）
声 - 稲田徹
善次郎の古い知己で「善さん」「竹さん」と呼ぶ間柄。比奈月温泉宿の主で消防団の団長。数十年前に息子ユウヤと妻を台風による土砂崩れで亡くし、善次郎の計らいにより太陽に消防魂を厳しさと思いやりで伝えた。初任修了過程でも顔を出している。
キャプテン・ミラクル
声 - 千葉一伸
マシンAI研究所のハイパー防災課をナビゲートするホログラム映像のキャラクターで、ヒーローのような姿をしている。口癖は「トライ・ザ・ミラクル、ラブ・イズ・ミラクル!」
水道橋 光（すいどうばし ひかる）
声 - 坂東尚樹
通の祖父。劇中ではすでに故人。ブラッドの恩師でMRの基礎理論の生みの親でもある。
新入隊員たち
52・53話で純や亮と共に選抜試験を兼ねたレスキュー訓練に合格して入隊した隊員たち。性格的には数年前の太陽たちのようにしっかりした自覚が足りていないが、映像レクチャーでショウのレスキュー合体ネタに彼らと一緒に五体合体してみたり、ケンのボケと突っ込みの講座を聴いていたりする。しかし、選考は小隊長たちの趣味と実益でメンバーが決められているようにも見える。
エアレオン
52・53話に登場する最新鋭MR、ムゲンロイド1号。バインパーツと呼ぶ換装パーツによってマシンモードとアニマルモードに可変する。他のムゲンロイドと合体し、様々な姿にモードチェンジする。MRRのMRたちが気になって本部に来てしまう。ただし、本編では注意書きが付加されており、パーツが一塊になるのは玩具では不可能である。

### デザスター
実験施設ヘルアイランドから、人工的に人知れずあらゆる災害を撒き散らす組織。ガラゴロを主力とし、マシンロボの救助を妨害、破壊もしくは捕獲しようとする。その目的は全人類の支配だったが、ジェイが離反したことにより「人間はカイザーGの役には立たない」と判断。人類殲滅に変更する。なお（壊滅後の第51 - 53話を除き）第7・14・18話などのように、全く登場しない回もある。
カイザーG
声 - 中田和宏
災害をわざと起こし、MRRを妨害するデザスターの首領。その正体はブラッドの友人Dr．カイザーが独自に生み出した人工重力装置内蔵の自立思考型マシンAIで、自らの人格を基本とした。起動時にすべての元凶が人間にあると極論付け研究所を破壊したまま浮上、そのまま資材や機械パーツを長年に渡って付け足しながらロボット化した。最終決戦の際に小惑星タルタロスの観測所やレーダーサイトを破壊し、人工重力装置を用いて小笠原諸島の要島で火山噴火を発生させた。さらにジェットとVステルスの攻撃を起動エネルギーとして起動し、巨大なドーム状の下半身を持った怪獣のような完全体へと変形。タルタロスを吸い寄せ地球に落とそうとした。MRシリーズ全員の行動パターンを記憶し、それに対応した攻撃を見せる。だが、内部の防衛機構はMRRメンバーが攻略するくらい脆弱だった。激闘の末太陽らが体内に設置した発破装置でダメージを負い、海中へ落下。パラボラ自体も破壊された後に背後から太陽の乗るハイパーシャトルを捕らえるも、コマンダーロボVのデュアルトルネードを喰らい彼らを放し、最期は拳の殴打によってタルタロスに叩きつけられ完全粉砕された。太陽いわく「プロトタイプマシンロボ」。
全高62.0m、全幅（アンテナ部含む）86.0m、重量1.190t
装備：口内部チェーンソー、招雷装置、ワイヤークロー、口部火炎、口部ブリザード、人工重力装置
技：重力攻撃
ハザード大佐
声 - 野島健児
28話の冒頭で突如として現れたデザスター最高幹部。ジェイがデザスターを離反してからは、彼が指揮を執って複数の災害を引き起こし、複製MR「BLマシンロボ」3体を生み出す。自称「犯罪のアーティスト」。赤と緑の奇抜な頭髪と、敬礼しながら「シュタッ!」と叫ぶのが特徴。しゃべり方にかなり特徴があり、基本的に周囲に不気味で不快な笑い声を発する冷酷非情な「悪人」だが、かなりノリが良くて間の抜けたところも多く、どこか憎めないところもある。日常的な言動でたまに妙なことを言ってMRR隊員からツッコミを受け、大佐の所を少佐、中佐、大将や経理課長、図書委員、給食当番などに言い換えられ、ボンにまで軍曹と言い間違われている。BLマシンロボをバトル合体させるためのBlack・K-BOYを持ち、戦闘時は鞭による格闘を行う。その正体はカイザーGに作り出されたアンドロイド。最終決戦時にジェイの攻撃を頭部に食らい首が後ろ向きになって行動不能となり、崩れる崖と共に溶岩に落ちたものの、メカの部分がむき出しになりながら首の向きを直し崖を這い上がった。MRRにはカイザーGは止められないと告げるも力尽きて崖から滑り落ち、果てたかと推測されたが、電子ノベライズ版で復活。復讐を模索しようとする。
ステルスロボ
声 - 細井治
デザスター側のMR。ステルス戦闘機に変形。ステルス機能で姿を消し、ジャミング能力で情報操作も可能。その実態は「MRプロジェクト」によって軍用として試作開発された機体だったが、起動実験での強力な性能が原因で封印破棄されていたが、デザスターの手で再起動した。タンクロボと呼称する4体のサポーターロボ群と合体し「ハイパーステルスロボ」にバトル合体。その時には「ブラスト・オフ」と叫ぶ。当初は戦いを楽しみとしており、「自分が最強のMRだ」と自負していた。その反面ジェイには友情のようなものを感じており、同じ飛行能力を持つジェットをライバル視し、刺し違えてでも倒そうとした。ランドマークタワーでの戦闘で小破するが、MRRに救われ生まれ変わる。出撃は5話からだが、光学迷彩を使用した状態で2話から出ていた。
形式番号MR-X00L
全長8.9m、重量12.5t
マシンモード：ステルス戦闘機
全長7.4m、全幅6.4m、全高2.4m
装備：バレットライフル、誘導弾
技：シューティングバレット、バーストテンペスト
タンクロボ
ステルスロボ同様、廃棄物処理場、南太平洋の火山島、南極、海底にそれぞれ破棄されていた4体の地上制圧型戦闘用サポーターロボ群。3万m上空からでも出現する。両腕にミサイル、脚部にスパイクユニットを装備。劇中モードチェンジを全く行わなかった。ハイパーステルスロボがランドマークタワーを支えている時に4体すべてが破壊された。
形式番号MR-X00S
全高6.5m、重量8.8t
マシンモード：ミサイルタンク
全長4.7m、全幅4.0m、全高2.8m
装備：スパイクミサイル、大型ミサイル
ハイパーステルスロボ
ステルスロボとタンクロボ3、2、5、4号機の順でバトル合体した姿。宇宙用エンジンを搭載した戦闘用から地上のみならずあらゆるフィールドで戦うことが可能で、雷の力さえもパワーに変換する。BLハイパードリルとの戦いでダメージを負いながら、溶岩流でも溶けずに残っていた。
形式番号MR-X00
全高13.3m、重量47.7t
装備：ツインバレットライフル
技：シューティングバレット、バーストテンペスト、ZONE
アタック10、ガード6、テクニック8、パワー10、スピード6
ガラゴロ
声 - 矢部雅史、石川ひろあき、渡辺武彦
デザスターの尖兵となる人型ロボット。移動時には砲丸形態になって高速移動する。右腕に武装するバリエーションが豊富。感情豊かで、快楽主義者が多いが愚痴を言う者もまた多く、登場順に兄弟とされている。BLシリーズの参入で離反しようとする者が現れ始め、最終決戦時には頭脳に問題があると判断された者は質量弾として玉砕されるはめになる。ほとんどが破壊されたが何体かはMRRに回収され、火消し部隊に再就職した。人間サイズの「マメゴロ」も存在する。
全高12.0m
重量30.0t（ベーシック）※武器装備タイプが多数存在するため。
技：ガラゴロスピン、ガラゴロダブルスピン
マメゴロ
ミニサイズのガラゴロ。右腕がバルカンタイプのガラゴロを小型化したものである。ヘルアイランド内の警備などに当たる。
F
声 - 高戸靖広
47話に登場する、ジェイの養育用マメゴロ。「ジェイを立派に育てること」を喜びとする。女性的な口調で話し、メイドのような格好をしている。彼の教育係だったため、格闘能力は高い。ジェイと誠をヘルアイランドから逃すために自爆。その内蔵チップの一部は誠を通じて回収され、形見としてジェイがVステルス内部に持ち続けることになる。
ビバット
球体型ガラゴロに蝙蝠の羽を付けた偵察型ロボット。MRRの活動や監視、実働データなどを記録する。群れでは小学生も持ち上げる推力を持ち、羽は鋭い刃になりケーブルをも切断する。
キャットフィッシュ
ハザードが作り出した鯰型人工地震装置。南米ボラーレ共和国を被災させた。門柱部に三連装ミサイルランチャーを備える。マシンコマンダーロボによってたたき落とされたBLファイヤーと激突、大破する。
妨害電波発生装置
ハザードが最高傑作と称する映像や音波を遮断するメカ。南米のジャングルで使用したが一定範囲内でしか機能しないため、その効果が薄い。それでもK-BOYの通信を断っている。
Dr.カイザー
声  速水奨
水道橋の弟子の一人でブラッドの友人。MR開発にも関わっていた人工重力装置の権威だったが、度が過ぎる潔癖な性格により、研究のために行われた軍用兵器開発に失望し、独学で高度マシンAI『カイザーG』を制作。起動実験まで漕ぎつけるが、自身の傲岸不遜な記憶まで移植したことで、カイザーGの起こした都市を消滅させるほどの大規模爆発に巻き込まれ、最初の犠牲者となる。

#### BLマシンロボ
BL（ビーエル）はブラックの略語で、MRシリーズを複製した悪のMR。サポーターロボは〜号機と呼称し、スペック的にはハイパーステルスと同等で、本物より1ランク上の総合数値40の性能を持つ。全てが地上戦用であり、TPMRも存在しないので、空中から武装仕様のガラゴロに掴って出撃する。当初はハザードのBlack・K-BOYでバトル合体していたが、後に自己判断で合体するようになる。合体のバンクシーンはそれぞれ一度ずつしか登場しておらず、合体パターンも基本的に本物と同じだが、合体開始時と完了時の決めポーズは本物と異なる。劇中での出番は作品の性質上あまりない。
BLファイヤーロボ
声 - 置鮎龍太郎
ファイヤーロボの複製。冷酷で残忍だが撤退する時は小悪党。放水銃ではなく火炎砲を装備し、保身優先で犠牲を厭わない非情さを持つ。本物のファイヤーを「偽物」と呼び、BLエイダーのことは「ただのパーツ」としか見ていない。BLシリーズ中、唯一ベースとなった「本物」3体、また自身のモデルとなったマシンロボと直接交戦した。また、単体での戦闘場面が描かれたのは彼のみである。
形式番号MRB-04L、全高7.3m、重量11.9t
マシンモード：火炎装甲車
全長7.1m、全幅3.4m、全高3.0m
BLエイダーロボ
エイダーロボを模した悪の複製集団たち。性格は不良娘そのもの。ホースから火炎を放つ。口癖は「チーッス!」。本物との戦いの折、BLファイヤーが爆煙を目くらましに使ったために4体すべて破壊され、その後新しい機体が作り直されている。
形式番号MRB-04S、全高7.4m、重量7.8t
装備：火炎ホース
マシンモード：火炎救急車
全長6.7m、全幅2.4m、全高2.9m
BLハイパーファイヤーロボ
BLファイヤーがBLエイダーたちとバトル合体した姿。最初の合体は、エイダーロボを奪って間接的エクス合体が行われ、その際にハザードはサポートロボのデータを入手した。初陣のマシンコマンダーロボVのデュアルトルネードで破壊される。BLシリーズで劇中フィンガーフラッシュを使用したのは彼のみである。
形式番号MRB-04、全高12.7m、重量43.1t
技：フィンガーフラッシュ・パー、バーニングストーム
アタック9、パワー7、ガード7、スピード7、テクニック9
BLポリスロボ
声  天田真人
ポリスロボの複製。不良か暴走族のような性格で、合体時に「夜露死苦!」と叫ぶ。徹底的に破壊する性格。
形式番号BMR-05LまたはBMR-02L、全高7.6m、重量9.0t
マシンモード：パトカー
全高7.0m、全幅3.4m、全高2.2m
BLバイクロボ
バイクロボの悪の複製。性格は暴走族そのもので暴走しまくる。他のBLシリーズのサポーターロボと違い、登場は合体時のバンクシーンのみ。
形式番号BMR-05SまたはBMR-02S、全高7.6m、重量8.4t
マシンモード：バイク
全長6.1m、全幅2.8m、全高2.7m
BLハイパーポリスロボ
BLポリスとBLバイク2、3号機を両腕に、4、5号機を両脚に変形させ、バトル合体した姿。ハザード自身直接乗り込んだのはこの機体だけである。初めて自らのBLサポーターロボを使って合体し要島の作戦まで生き残っていた。最期はマシンコマンダーロボとの戦いの中追いつめられ、彼に更生を勧められるも、向かって来たことにより、マイティーフラッシュで完全に破壊された。
形式番号BMR-05またはBMR-02
全高12.6m、重量42.6t
技：フィンガーフラッシュ・チョキ、エキゾーストボンバー
アタック8、パワー8、ガード8、スピード8、テクニック8
BLドリルロボ
声 - 杉野博臣
ドリルロボの複製。ジェイを連れ戻す任務に就いていたことからステルスとは因縁深い。パワー自体は相当あるが、知能は全MR中一番低く、短絡的に破壊しまくる。助詞を使わない、粗暴で舌足らずな口調が特徴。合体時には「押忍!」と叫ぶ。登場は約4回であるが、劇中での出撃回数はわずか2回のみ。
形式番号BMR-03L
全高8.5m、重量9.4t
マシンモード：ドリルタンク
全長7.4m、重量4.0m、全幅2.5m
BLドーザーロボ
ドーザーロボを模倣した複製。戦車に近いカラーリングを持ち、顔面は黒い。初戦ではハイパーステルスに取り付き自爆する。
形式番号BMR-03S
全高6.5m、重量8.4t
マシンモード：戦闘用ブルドーザー
全長4.6m、全幅4.0m、全高2.8m
BLハイパードリルロボ
BLドリルとBLドーザーがバトル合体した姿。BLシリーズでは、初めてBlack・K-BOYに頼らずに合体した機体である。通常時よりも凶暴かつ野生化しており、ゴリラのようにドラミングをする。ハイパーステルスロボの両腕両脚を破壊するも、スカイロボとエクス合体したエクスステルスロボが繰り出すパイルド・ジェットパンチャーでどてっ腹を貫かれ、爆死する。
形式番号BMR-03
全高12.2m、重量43.0t
技：フィンガーフラッシュ・グー、パワークラッシャー
アタック8、パワー9、ガード9、スピード7、テクニック7

## 用語
特殊才能育成法（とくしゅさいのういくせいほう）
才能があれば老若男女を問わず、どんな職業にも就ける世界的法律。劇中では子供のスタントマンや女医、アナウンサー、社長も存在する。これがなければMRRは存在しなかったに等しい。後のMR系漫画でも研究所職員、警察官や防衛隊員の少年が主役なのでこの法律が生かされている。
マシンロボレスキュー
前身「レスキューレッド」を発展させた防災組織。「マシンロボ」と呼称する自立思考型高度マシンAI搭載救助用可変ロボットと特殊な才能を持つ子供たちと数十名の大人の職員で隊員を構成。東京湾に面した小島を訓練養成所兼総合本部として人知を超えたものを含むあらゆる災害を防ぐ。世界中から2500名以上の応募者から採用テストを兼ねた選抜試験から第一期生12名が就任。後に1名を追加している。MRの運用と基本必須科目の授業以外は既存の消防庁やハイパーレスキューと仕事の内容は変わらない。育成法上、大人と同等に扱われているので輸血や予防注射、骨髄バンクにも加入し、給料も支給され、週一で非番も交代担当、休日も備えている。デザスターとの地球の命運を懸けた戦いから世界を救って以降、年々募集人数が増え殺到しており狭き門となっている。ただし、体力面と精神面を考慮して年齢は10歳から。
ロボマスター
マシンロボと心を通わせることができる者の意。劇中での時点では100%使いこなせるのは10歳から12歳までが最領域らしい。
リーダーロボ
各小隊のリーダーロボット。高度マシンAIを装備されている1番機。
サポーターロボ
各小隊に配備されている2番機～5番機の同一機体の補助ロボット群。声も発する簡易的な自立成長型マシンAIを装備する。
K-BOY（ケーボーイ）
MRRの隊員章であり、通信機でもあるレスキューモバイル。声を発する自立成長型簡易AIを装備し隊員たちと共に成長する。小型ロボやミニマシンに変形。合体などに使用され、カラーリングも様々ある。写真機能やポートレート替わりにもなる。
MRジョイント
MRの各部に存在する合体機構。リーダーロボには4基、サポーターロボには2基装備されている。
レスキュー合体
ロボマスターがK-BOYからの指示により、MRRのリーダーロボとサポーターロボが四肢のMRジョイントによって合体すること。ハイパーモードの別称。
バトル合体
デザスター側のロボマスターBlack・k-BOYによってBLMRとBLサポートロボが合体する意味。スペックではレスキュー（救助能力）ではなくアタック（攻撃力）表記になっている。また、ビームアンカーも慣性制御としてしか活用しておらず、合体完了後は燃え尽きる。BLマシンロボはBLファイヤーロボの合体以降はBlack・k-BOYを介さず合体する。
エクス合体
MRジョイントによってサポーターロボを変更し、再合体する意味。本来ジョイントは規格統一されているが、この合体に関しては想定されていない。不得意な場所を得意にすることだが反面、得意なフィールドが僅かに苦手になる。太陽とエリアスのいさかいに鈴の発破とが重なって出来上がったものだが、これ以降は小隊長以上でなければ承認不可。四肢に別々のサポーターロボを組み合わせることも可能だがバランスが取りにくい。名称はエクス○○ロボ、形式番号はMR-○○EXと表記する。
ゾーン
正式名称「軌道演習ZONE」。MRの余剰エネルギーによって生み出す災害救助演習空間BOX。触れることができる実体感型シミュレーション形式である一種のバリヤー空間。これが使用できることはMRの証明でもある。MRRのMRは現場の被害を最小限に抑えるべく、この中に敵を閉じ込めて戦闘を行う。劇中4種類確認されており、I型は陸上競技場、II型は高層ビル火災想定用、III型は海上火災用、IV型はMR専用地下訓練塔型に分けられている。戦闘終了と同時か、起動させた当人、または別機体の意思によって解除される。また、多大なダメージを与えると消滅する。ハイパーステルスは同質のゾーンを撃ち出すことで無効化を成功させた。その事実を不審に思った誠が本部に帰還後ブラッドに真実を問い質し、MRプロジェクトから続く負の事実が明るみに出た。
第二出場（だいにしゅつじょう）
最初の出場救助中に別の事故や事件があった場合に出場する行為。15話のハイパーステルスロボ出現で初発令。
大隊出場（だいたいしゅつじょう）
大事故が起きた場合、小隊長を含め全チームが出場する行為。6話の猫探しで初発令。
リーダー合体
各コマンダーマシンの内部にリーダーロボが収納され合体する行為。その際はハイパーモードの状態で接合する。
MRプロジェクト
人とロボットが互いに助け合って発展する計画。当時の世界は国境の線引きなど政治情勢は不安定で、軍事使用で進行することになったが、ハイパーステルスロボの起動実験においての事故や、実験施設の消滅などにより、計画自体が白紙になってしまう。
MRRプロジェクト
MRプロジェクトの利己的な行為を反省し、新たに立ち上げた計画。MRの武装を極力無くし、救助用に転換させる計画。
レスキューレッド
宮島が所属していた世界中のレスキューのスペシャリストで編成された特殊救助組織。隊長は水道橋 信。4年前の太陽が遭遇した飛行機事故でも活躍する。しかし、事故や災害が想定の守備範囲を超えてしまう事態を痛感し、縮小。変わって生み出されたのが「MRR」である。
V－プラン（ヴィクトリープラン）
通が考案した新旧MRの機能をフル活用させる計画。
国際ハイパーレスキュー
世界中にMRを配備し、災害を未然に防ぐ国際組織。基本的にMRR上部組織に相当する。水道橋親子三代とブラッドの夢でもあった。しかし、国連加入国に限られ、医療行為や行動範囲も限定されてしまっている。

## スタッフ
- 企画 - サンライズ
- 原作 - 矢立肇
- 監督 - 神戸守
- シリーズ構成 - 園田英樹
- キャラクターデザイン - 竹内浩志
- メカニカルデザイン - プレックス
- メカニカルデザインワークス - 大河広行
- 美術監督 - 徳田俊之、近藤伸
- メイン美術設定 - 青木智由紀
- 色彩設計 - 佐藤和子
- 撮影監督 - 末弘孝史 → 土岐浩司
- 編集 - 伊藤潤一
- 音楽 - 佐藤直紀
- 音響監督 - 藤野貞義
- 音楽プロデューサー - 井上俊次
- CGプロデューサー - 今西隆志
- CGスーパーバイザー - 小畑正好
- プロデューサー - 山川典夫（テレビ東京）、薄木亨 → 木村京太郎（読売広告社）、古里尚丈
- 製作 - テレビ東京、読売広告社、サンライズ

## 主題歌
オープニングテーマ「Go! Go! レスキュー!」
作詞・作曲 - 影山ヒロノブ / 編曲 - 河野陽吾 / 歌 - JAM Project
映像は4回に渡って変更が行われている。
- 第19話からは（ハイパー）サブマリンロボが登場。また中間部ではジェットチームの合体シークエンスが縮小され、代わってサブマリンロボの他、ウイングライナーロボ・サイレンギャリーロボ・ギアダンプロボが登場。
- 第24話から第27話までの中間部は、ジェットチームの合体シークエンスの代わりにシャトルチームの合体シークエンスが一時的に導入。
- 第30話からは中間部のジェットチーム合体場面が無くなり、代わってマシンコマンダーロボが登場。
- 第42話からは中間部が大幅に変更、ジェイを始め、（ハイパー）VステルスロボとマシンコマンダーロボVが登場。

エンディングテーマ「マーチ オブ レスキューヒーロー」
作詞・作曲 - 影山ヒロノブ / 編曲 - 須藤賢一 / 歌 - JAM Project
テレビシリーズでは最初の歌詞は削除、最後の歌詞が追加。特別版では2番が歌われるがサビは1番のままである。

## サブタイトル
- サブタイトル読み上げは太陽役の相田さやかが担当。
- サブタイトル部のバックは、話のメインとなる小隊の紋章が映され、メインが全隊の時は、MRRの紋章が映される。
- アイキャッチは、第27話まではA・B両パートともハイパージェットロボだが、第28話以降はBパートのみ不変、Aパートは回替わりの「エクス合体」に変更された。

| 話数  | サブタイトル                                                                      | 脚本              | 絵コンテ          | 演出         | 作画監督       | 総作画監督 | 放映日        |
| ----- | --------------------------------------------------------------------------------- | ----------------- | ----------------- | ------------ | -------------- | ---------- | ------------- |
| 1     | レスキュー合体、始め!!                                                            | 園田英樹          | 神戸守            | 神戸守       | 竹内浩志       | -          | 2003年 1月8日 |
| 2     | 炎のファイヤーファイター                                                          | 園田英樹          | 神戸守            | 原田奈奈     | 榎本勝紀       | 竹内浩志   | 1月15日       |
| 3     | ポリス魂は一直線!                                                                 | 岡崎純子          | 中村憲由          | 菱田正和     | 佐々門信芳     | 竹内浩志   | 1月22日       |
| 4     | 祭りだ! ドリルロボ                                                                | 吉岡たかを        | 佐土原武之        | 佐土原武之   | 実原登         | 竹内浩志   | 1月29日       |
| 5     | 雷鳴のステルスロボ                                                                | 兵頭一歩          | 福本潔            | 福本潔       | 竹内浩志       | -          | 2月5日        |
| 6     | 緊急! 大隊出撃                                                                    | 吉岡たかを        | 中村憲由          | 中村憲由     | 榎本勝紀       | -          | 2月12日       |
| 7     | めざせ、ロボマスター!                                                             | 兵頭一歩          | 菱田正和          | 菱田正和     | 佐々門信芳     | -          | 2月19日       |
| 8     | 激突! ジェット対ステルス                                                          | 岡崎純子          | 神戸守            | 西村大樹     | 竹内進二       | 竹内浩志   | 2月26日       |
| 9     | 見ろ! エクス合体                                                                  | 岡崎純子          | 柳沢テツヤ        | 佐土原武之   | 実原登         | -          | 3月5日        |
| 10    | コンビナート・パニック                                                            | 園田英樹          | 福本潔            | 福本潔       | 竹内浩志       | -          | 3月12日       |
| 11    | 旋風! ジャイロロボ                                                                | 兵頭一歩          | 中村憲由          | 真田かげろう | 榎本勝紀       | -          | 3月19日       |
| 12    | 笑いは世界を救う!                                                                 | 岡崎純子          | 菱田正和          | 菱田正和     | 佐々門信芳     | -          | 3月26日       |
| 13    | 完成! トリプルトルネード                                                          | 兵頭一歩          | 成田歳法          | 成田歳法     | 佐久間健       | 竹内浩志   | 4月2日        |
| 14    | 太陽は元気です!                                                                   | 吉岡たかを        | 菊池一仁          | 佐土原武之   | 実原登         | -          | 4月9日        |
| 15    | 無敵、ハイパーステルスロボ!                                                       | 吉野弘幸          | 中村憲由          | 中村憲由     | 竹内浩志       | -          | 4月16日       |
| 16    | ケンのレスキュー魂                                                                | 吉田伸            | 福本潔            | 福本潔       | 榎本勝紀       | -          | 4月23日       |
| 17    | 立て、サイレンギャリーロボ!                                                       | 吉野弘幸          | 菱田正和          | 菱田正和     | 佐々門信芳     | -          | 4月30日       |
| 18    | 気合だ、ギアダンプロボ!                                                           | 岡崎純子          | 菊池一仁          | 西村大樹     | 高橋晃         | 竹内浩志   | 5月7日        |
| 19    | ボクァ、サブマリンロボ                                                            | 兵頭一歩          | 鈴木信吾          | 佐土原武之   | 実原登         | -          | 5月14日       |
| 20    | 格納庫はお好き?                                                                   | 吉岡たかを        | 小倉宏文          | 小倉宏文     | 竹内進二       | -          | 5月21日       |
| 21    | 火炎旋風の恐怖                                                                    | 吉田伸            | 高木茂樹          | 福本潔       | 榎本勝紀       | -          | 5月28日       |
| 22    | 出場、三万メートル!                                                               | 吉野弘幸          | 中村憲由          | 福島利規     | 竹内浩志       | -          | 6月4日        |
| 23    | がんばれ太陽                                                                      | 吉野弘幸          | 菱田正和          | 菱田正和     | 佐々門信芳     | -          | 6月11日       |
| 24    | 大空太陽、宇宙へ                                                                  | 吉野弘幸          | 福島利規          | 箕ノ口克己   | 窪敏           | 竹内浩志   | 6月18日       |
| 25    | 宇宙ステーションを救え!                                                           | 岡崎純子          | 南康宏            | 佐土原武之   | 実原登         | -          | 6月25日       |
| 26    | 月面レスキュー、始め!                                                             | 吉田伸            | 菱田正和          | 西村大樹     | 竹内進二       | -          | 7月2日        |
| 27    | MRR24時                                                                           | 岡崎純子          | 福本潔            | 福本潔       | 榎本勝紀       | -          | 7月9日        |
| 28    | 出現! BLマシンロボ                                                                | 吉岡たかを        | 中村憲由          | 中村憲由     | 佐々門信芳     | -          | 7月16日       |
| 29    | ハザード大佐の罠!                                                                 | 兵頭一歩          | 菱田正和          | 菱田正和     | 竹内浩志       | -          | 7月23日       |
| 30    | 合体! マシンコマンダーロボ                                                        | 吉野弘幸          | 箕ノ口克己        | 箕ノ口克己   | 窪敏           | -          | 7月30日       |
| 31    | 夏休み! 恐怖のバカンス                                                            | 吉田伸            | 柳沢テツヤ        | 佐土原武之   | 実原登         | -          | 8月6日        |
| 32    | 飛行船SOS!                                                                        | 吉岡たかを        | 西村大樹 菱田正和 | 西村大樹     | 竹内進二       | -          | 8月13日       |
| 33    | ステルスロボ、壮絶なる最期                                                        | 兵頭一歩          | 福本潔            | 福本潔       | 榎本勝紀       | -          | 8月20日       |
| 34    | 大地の母でございます                                                              | 岡崎純子          | 中村憲由          | 福島利規     | 佐々門信芳     | -          | 8月27日       |
| 35    | 誠の初恋物語                                                                      | 吉野弘幸          | 菱田正和          | 菱田正和     | 竹内浩志       | -          | 9月3日        |
| 36    | 誇り高き消防団!                                                                   | 吉岡たかを        | 柳沢テツヤ        | 佐土原武之   | 実原登         | -          | 9月10日       |
| 37    | たくましくサバイバル!                                                             | 岡崎純子          | 箕ノ口克己        | 箕ノ口克己   | 土橋昭人       | 竹内浩志   | 9月17日       |
| 38    | 謎の超人キャプテンミラクル                                                        | 兵頭一歩          | 南康宏            | 西村大樹     | 竹内進二       | -          | 9月24日       |
| 39    | よみがえれジェイ!                                                                 | 吉田伸            | 福本潔            | 福本潔       | 榎本勝紀       | -          | 10月1日       |
| 40    | ジェイ、MRR入隊す!                                                                | 吉野弘幸          | 中村憲由          | 中村憲由     | 佐々門信芳     | -          | 10月8日       |
| 41    | 誕生! Vステルスロボ                                                               | 岡崎純子          | 菱田正和          | 菱田正和     | 竹内浩志       | -          | 10月15日      |
| 42    | 最強合体! マシンコマンダーロボV                                                   | 園田英樹          | 箕ノ口克己        | 箕ノ口克己   | 土橋昭人       | -          | 10月22日      |
| 43    | 大地の決心                                                                        | 兵頭一歩          | 柳沢テツヤ        | 佐土原武之   | 実原登         | -          | 10月29日      |
| 44    | ガラゴロに敬礼!                                                                   | 吉岡たかを        | 菱田正和          | 西村大樹     | 竹内進二       | -          | 11月5日       |
| 45    | マシンロボ出場不能!                                                               | 吉野弘幸          | 福本潔            | 福本潔       | 榎本勝紀       | -          | 11月12日      |
| 46    | 史上最大のおつかい                                                                | 岡崎純子          | 福島利規          | 福島利規     | シンボタクロー | 竹内浩志   | 11月19日      |
| 47    | デザスターの秘密                                                                  | 吉田伸            | 菱田正和          | 菱田正和     | 倉田綾子       | 竹内浩志   | 11月26日      |
| 48    | 起動、カイザーG!                                                                  | 吉野弘幸          | 柳沢テツヤ        | 佐土原武之   | 佐々門信芳     | -          | 12月3日       |
| 49    | 迫りくる大災害!                                                                   | 園田英樹 岡崎純子 | 箕ノ口克己        | 箕ノ口克己   | 土橋昭人       | -          | 12月10日      |
| 50    | 全力出場、地球を救え!                                                             | 園田英樹 岡崎純子 | 福本潔            | 福本潔       | 竹内進二       | -          | 12月17日      |
| 51    | はばたけ、MRR!                                                                    | 兵頭一歩          | 神戸守            | 神戸守       | 竹内浩志       | -          | 12月24日      |
| 52 53 | 出撃マシンロボレスキュースペシャル お正月だよ大隊出場! 備えあれば憂いなし! 前後編 | 園田英樹 岡崎純子 | 菱田正和          | 菱田正和     | 竹内浩志       | -          | 2004年 1月3日 |

補足
第3話放送時、当時Gコードが掲載されてなかった一部新聞のテレビ欄で第4話のサブタイトルの一部が表記されていたため、Aパート冒頭でお詫びのテロップが流れた。
放送終了後、ラスト2話は後日談として『出撃! マシンロボレスキュースペシャル お正月だよ大隊出場!』として、早朝7:30に放送されたが、映像ソフト化は行われていない。
さらにその後の挿話としてweb小説「出撃! マシンロボレスキューWeb小説 〜出場! 大空の誓い〜」を公式サイト内で公開しているが、6話で中断、7話以降は更新されていない。

## ネット局
| 放送状況   | 放送時間           | 放送局           | 対象地域       | 備考                        |
| ---------- | ------------------ | ---------------- | -------------- | --------------------------- |
| 同時ネット | 水曜 18:00 - 18:30 | テレビ東京       | 関東広域圏     | 製作局                      |
|            |                    | テレビ北海道     | 北海道         |                             |
|            |                    | テレビ愛知       | 愛知県         |                             |
|            |                    | テレビ大阪       | 大阪府         |                             |
|            |                    | テレビせとうち   | 岡山県・香川県 |                             |
|            |                    | TVQ九州放送      | 福岡県         |                             |
| 遅れネット | 木曜 15:30 - 16:00 | 仙台放送         | 宮城県         | フジテレビ系列              |
|            | 木曜 18:00 - 18:30 | 奈良テレビ       | 奈良県         | 独立局                      |
|            | 火曜 16:20 - 16:50 | 広島ホームテレビ | 広島県         | テレビ朝日系列 2004年に放送 |

## 音楽関連
出撃！マシンロボレスキュー オリジナルサウンドトラック
出場、合体、エクス合体など、劇中冒頭から流れている曲を収録。情報、医療番組では頻繁に使用されている。
出撃！マシンロボレスキュー オリジナルサウンドトラック2
劇中後半に使用されたBGMを収録。こちらもリーダー合体、Vモードが使われている。
（販売元：ランティス）

## 映像関連
レンタルビデオ
出撃！マシンロボレスキュー（全13巻、販売元：バンダイビジュアル）
DVD
出撃！マシンロボレスキュー（全13巻、発売元：バンダイビジュアル）
毎回特典 小冊子「MRR通信」付属。巻末には番宣映像、玩具CM、クラッシュギアNitroの番宣を収録。パッケージの表紙はレンタル、DVD共に共通だが、前述は背景イラスト付。しかし、52、53話は共に未収録。